# Roman Sanžar
Roman Mykolajovyč Sanžar (in ucraino Роман Миколайович Санжар?; Donec'k, 28 maggio 1979) è un allenatore di calcio ed ex calciatore ucraino.